# Operation RO
Die Operation RO (ろ 号作戦) Ro-gō sakusen war der japanische Plan, die Alliierten bei der Festung Rabaul aufzuhalten. Seit der Schlacht um Rabaul im Januar 1942 war der Stützpunkt von der japanischen Armee und der japanischen Marine zu einer starken Festung ausgebaut worden. Es gab 15 Lazarette, fünf Start- und Landebahnen, einen Stützpunkt für Wasserflugzeuge, einen Militärhafen und eine U-Bootbasis. Die Besatzung bestand zeitweise aus 200.000 Soldaten.

## Alliierte Vorbereitung
Am 12. Oktober 1943 begann die 5. US Luftflotte mit 349 Flugzeugen eine Luftoffensive gegen Rabaul. B-24, B-25, P-38 der USAAF sowie Beaufighter der RAAF griffen den Hafen und die Flugplätze Rabauls an. Sie versenkten zwei Transporter, beschädigten drei Zerstörer und drei U-Boote sowie mehrere Hilfsschiffe.

## Japanische Reaktion
Die Luftoffensive veranlasste die japanische Armee und die japanische Marine dazu, Rabaul zur Abwehr eines erwarteten Angriffes zu verstärken. Die Trägerflugzeuge der japanischen 3. Flotte bestehend aus dem 1. Träger-Geschwader mit Zuikaku, Shōkaku und Zuihō und dem 2. Träger-Geschwader mit Jun’yō, Hiyō und Ryūhō verlegten von Truk nach Rabaul zur Verstärkung des Stützpunkts und für eine Luftoffensive gegen die Zentralen Salomonen. Bei den US Trägerangriffen erlitten die Trägerflugzeuge allerdings schwere Verluste und sie wurden, als bis Anfang November noch kein Angriff erfolgte, am 12. November 1943 wieder abgezogen. Die Träger kehrten bis nach Japan zurück.
Die Vereinigte Japanische Flotte unter Admiral Koga lag weiterhin in Alarmbereitschaft in Truk. Sie bestand, nachdem die sechs Flugzeugträger der beiden Trägergeschwader nach Japan zurückgezogen worden waren, noch aus den Schlachtschiffen Yamato, Musashi, Kongō und Haruna, zehn Kreuzern und zwanzig Zerstörern. Ein Kreuzer und elf Zerstörer waren direkt nach Rabaul verlegt worden.

## Alliierte Unternehmungen

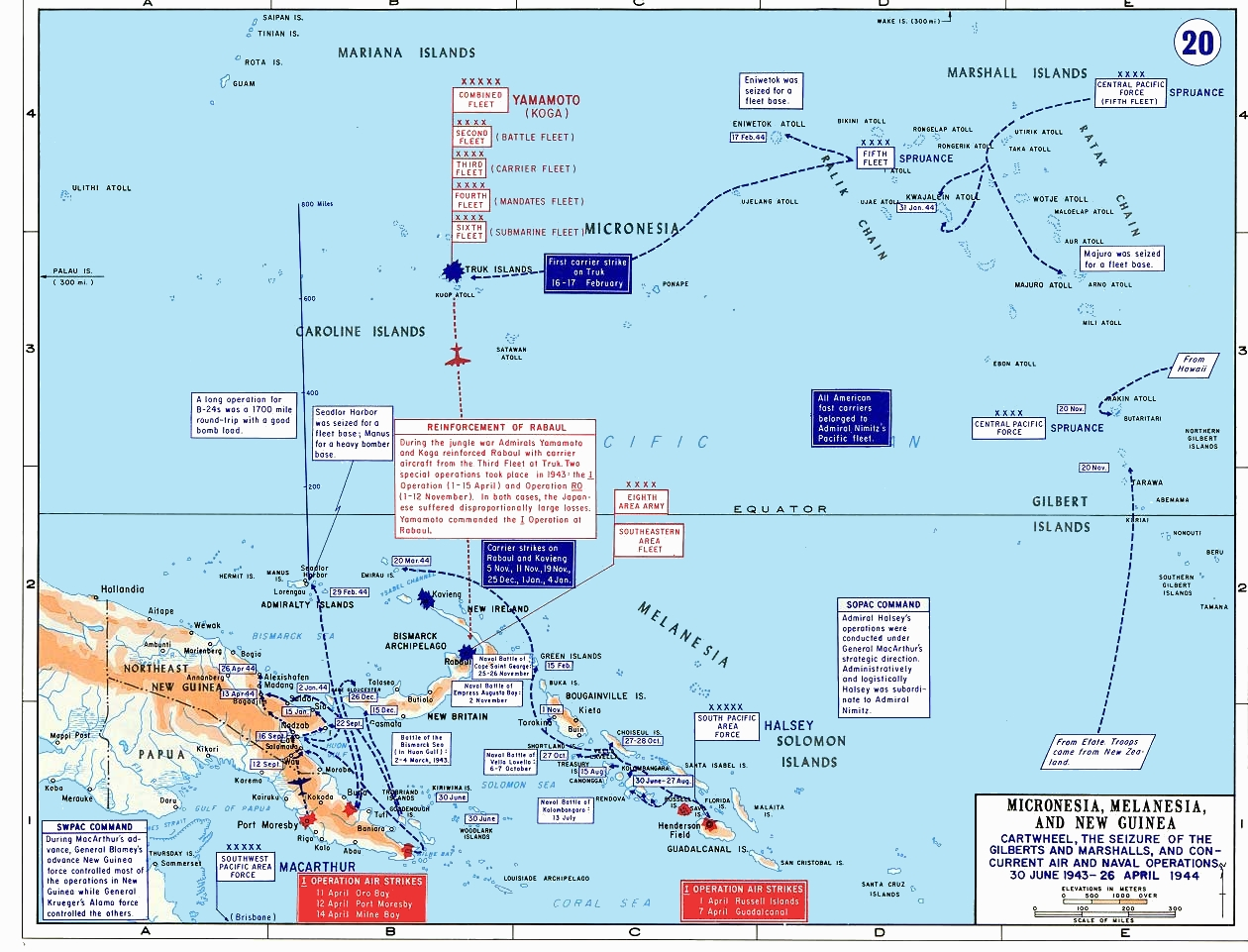
Unternehmungen von Alliierten und Japanern von Juni 1943 bis April 1944

### Landung auf Bougainville
Die Alliierten planten, auf Bougainville Radarstationen und Flugplätze zu errichten, um Rabaul weiter zu isolieren und um eine Basis zu haben, um den wichtigen japanischen Stützpunkt Truk anzugreifen, der durch Rabaul geschützt war, das wiederum durch Bougainville gedeckt war.
Am 1. November 1943 begann die Landung von alliierten Truppen auf Bougainville. Zunächst landeten US-Truppen am Kap Torokina. Später kamen auch noch Landungen von neuseeländischen und australischen Truppen auf Bougainville hinzu. Die Landungen auf Bougainville erfüllten ihren Zweck, was die Isolation Rabauls anbelangt, da aber die Insel nie vollständig besetzt wurde, zogen sich die verlustreichen Kämpfe bis Kriegsende hin und endeten erst mit der Kapitulation der japanischen Streitkräfte gegenüber den australischen Einheiten auf Bougainville am 21. August 1945.

### Landung auf Neubritannien
Tatsächlich landeten US-amerikanische Truppen auch auf Neubritannien, bei Arawe im Westen der Insel (→ Schlacht um Arawe). Allerdings ohne die Nordspitze mit Rabaul anzugreifen, sondern nur, um die Isolation des Stützpunktes zu verstärken. Die Hauptlandung am Kap Gloucester fand am 26. Dezember 1944 nach der Ablenkungsaktion in Arawe statt. Später übernahmen australische Truppen die Stellungen der Amerikaner und führten die Operationen fort. Die Japanische Armeeführung betrachtete den Neubritannienfeldzug als Ablenkungsangriff und konzentrierten ihre Streitkräfte weiterhin in Rabaul in Erwartung eines dortigen Angriffs, der aber dort niemals eintrat.

## Fazit
Insgesamt kann man die Operation RO als verfehlt ansehen, denn der starke Stützpunkt Rabaul hatte keinerlei Nutzen für die japanische Kriegsführung. Allerdings besteht doch die Möglichkeit, dass Rabaul angegriffen worden wäre, wenn es nicht so sehr verstärkt worden wäre.